# Xã Hulbert, Quận Hand, South Dakota
Xã Hulbert (tiếng Anh: Hulbert Township) là một xã thuộc quận Hand, tiểu bang Nam Dakota, Hoa Kỳ. Năm 2010, dân số của xã này là 50 người.